# Symphorema
Artykuł ten został zgłoszony do umieszczenia na stronie głównej w rubryce „Czy wiesz”.
Pomóż nam go sprawdzić: oceń zgłoszoną nominację.
Symphorema – rodzaj roślin z rodziny jasnotowatych (Lamiaceae). Obejmuje trzy gatunki. Rośliny te występują w południowo-wschodniej Azji – od Indii po Chiny i Archipelag Malajski. 

## Morfologia
PokrójKrzewy o pnących pędach. Rośliny z włoskami gwiazdkowatymi.
LiścieNaprzeciwległe, ogonkowe, całobrzegie lub ząbkowane, często też zatokowo wcinane.
KwiatyZebrane w 7-kwiatowe wierzchotkowate główki wyrastające na szypułkach i tworzące szczytowy lub kątowy kwiatostan złożony. Główki wspierane są przez 6 listków tworzących okrywę, znacznie powiększającą się podczas owocowania. Listki te zwykle są białe, czasem różowo nabiegłe.  Kielich jest walcowaty lub wąskolejkowaty, powiększa się w czasie owocowania. Zwieńczony jest 3–8 łatkami podobnej wielkości, trójkątnego kształtu, prosto wzniesionymi, krótszymi od rurki. Korona jest biaława, liliowa do różowawej, nieznacznie wystaje z kielicha i zakończona jest 6–16 łatkami, jednakowej wielkości, językowatego kształtu. Pręcików jest od 6 do 18, równej wielkości, nieco krótszych od rurki korony. Szyjka słupka długa, ale schowana w rurce, zakończona jest dwułatkowym znamieniem. Zalążnia jest dwukomorowa, czasem z niepełną dodatkową przegrodą. W każdej z komór są po dwa zalążki, z których płodny zwykle jest tylko jeden.
OwoceNiepękające torebki schowane w powiększonym kielichu.

## Systematyka
Pozycja systematyczna
Rodzaj z rodziny jasnotowatych Lamiaceae, w której obrębie klasyfikowany jest do plemienia Symphorematoideae.
Wykaz gatunków
- Symphorema involucratum Roxb.
- Symphorema luzonicum (Blanco) Fern.-Vill.
- Symphorema polyandrum Wight